# Взрывоопасный объект (цех, производство)

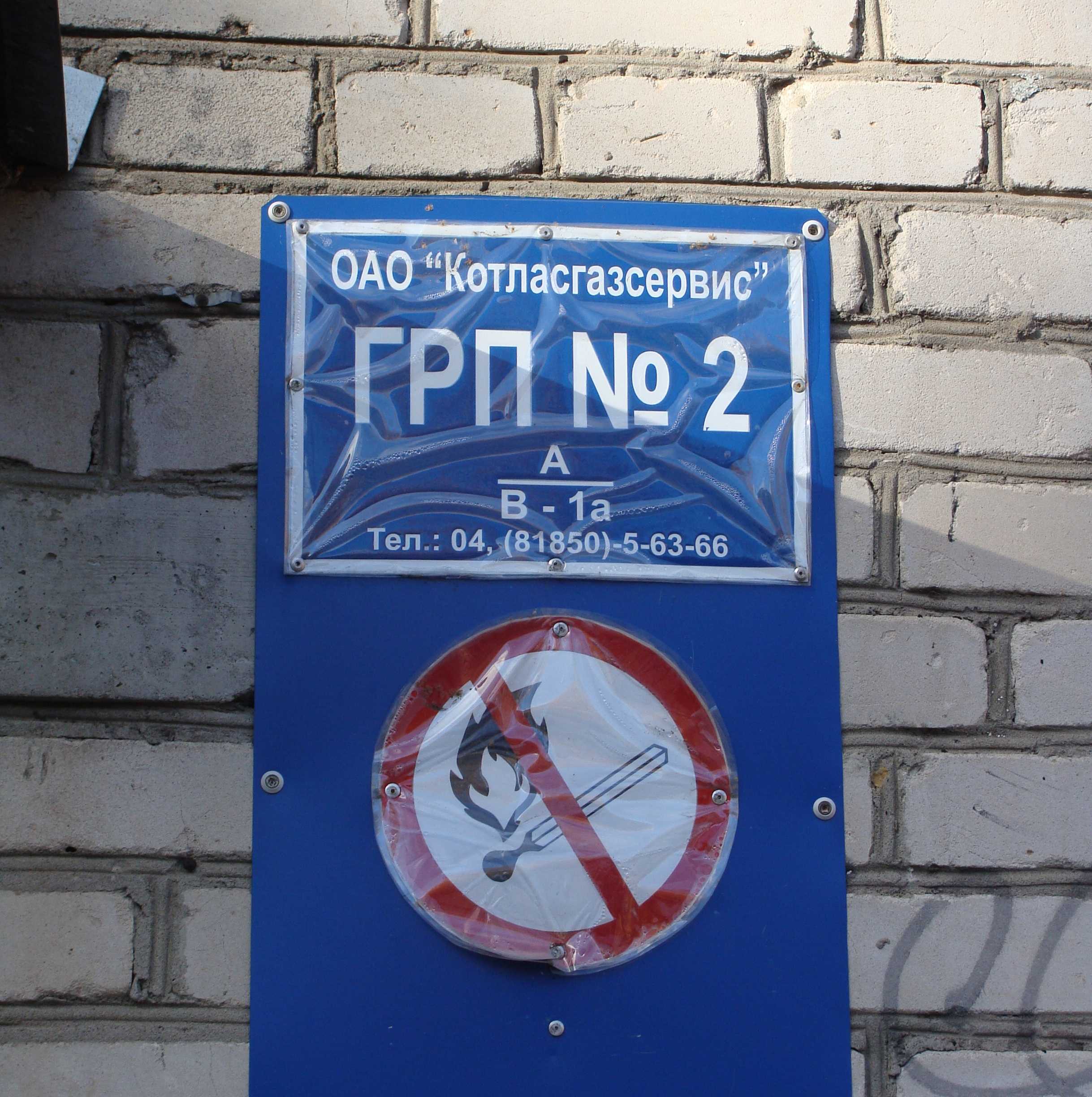
Обозначение взрывопожароопасности на здании

Взрывоопасный объект (цех, производство) — объект, для которого установлено в определённом порядке наличие обращающихся в производстве или хранящихся веществ, представляющих опасность взрыва (газов, волокон, пылей и т.п.). Процесс установления определяется техническими нормами, бланкетными по отношению к статье уголовного кодекса, устанавливающую ответственность за нарушение правил безопасности на взрывоопасных объектах. С 1997 года ответственность установлена ст. 217 Уголовного кодекса Российской Федерации, ранее — ст. 216 Уголовного кодекса РСФСР.
Впервые в уголовном кодексе ответственность была установлена в 1935 году:

1081. Нарушение технического режима, производственно-технической дисциплины или условий работы, обеспечивающих безопасность производства, а также курение, появление в пьяном виде или сон на производстве во взрывоопасных цехах, — лишение свободы на срок до трех лет.
Те же действия, повлекшие за собой взрыв или пожар, — лишение свободы на срок не ниже трех лет.
Нарушение технического режима или условий работы во взрывоопасных цехах лицами, отвечающими за установленную производственно-техническую дисциплину, — лишение свободы на срок до пяти лет.

Те же действия, повлекшие за собою взрыв или пожар, — лишение свободы на срок не ниже пяти лет.— Уголовный Кодекс РСФСР редакции 1926

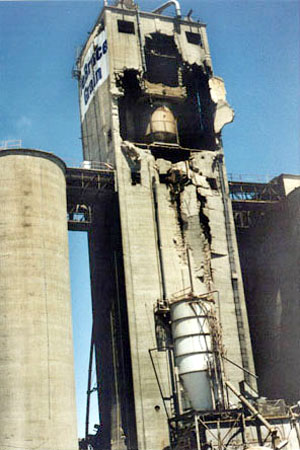
Последствия взрыва на элеваторе. Канзас, США

В 1960е годы в СССР сложилась ситуация, когда ежегодно крупных объектов зернопереработки из-за технических причин взрывалось больше, чем строилось новых.
В 1970е годы в уголовных кодексах большинства республик СССР ответственность наступала по формальному признаку: даже в случае, если нарушение специальных правил не привело к ущербу собственности, здоровью и жизни человека. В Литовской ССР и Эстонской ССР ответственность наступала только при возможности наступления тяжких последствий. В Латвийской ССР ответственность наступала при наличии человеческих жертв или тяжких последствий.:85
К взрывоопасным объектам могут относиться производственные помещения, производственные установки, складские помещения, водные суда, воинские объекты. На взрывоопасных объектах на законных основаниях могут находиться только лица, которым известны специальные правила безопасности. Если незаконно или случайно на объекте оказались посторонние лица (например, при совершении кражи) и они нарушили специальные правила, то при наступлении общественно опасных последствий они несут уголовную ответственность на общих основаниях за совершение обычных неосторожных преступлений (например, за причинение смерти по неосторожности).
На объектах возможны различные взрывы: химические, электрические, кинетические, ядерные, тепловые, взрывное выделение энергии упругого сжатия. К взрывоопасным объектам относятся только объекты с возможностью химического взрыва. Причина такого выделения связана с тем, что большинство видов взрывов не представляют общественную опасность, либо общественная опасность не связана непосредственно со взрывом и ответственность наступает в соответствии с другими статьями уголовного  кодекса (например, взрыв атомного реактора).
C 2010 года в России определение взрывоопасности объектов регламентируется "Техническим регламентом о требованиях пожарной безопасности" и СП 12.13130.2009 "Определение категорий помещений, зданий и наружных установок по взрывопожарной и пожарной опасности".